# Elin von Kraemer
Elin Wilhelmina von Kraemer, född 2 mars 1906 i Helsingfors, död 22 april 2000, var en finländsk journalist.
Elin von Kraemer, som var dotter till överste Carl Robert von Kraemer och Mary Mathilda Fredrika Tandefelt, avslutade nioklassigt läroverk 1924 och studerade publicistik vid Helsingfors svenska arbetarinstitut 1946–1949. Hon var prokurist i Helsingfors Aktiebank 1929–1931 och därefter forskningsbiträde vid Havsforskningsinstitutet. Hon var medarbetare i olika tidskrifter, bland annat teater- och litteraturanmälare i Björneborgs Tidning 1941–1965 och medlem av tidskriften Astras redaktionskommitté från 1947. Hon var medlem av Svenska Kvinnoförbundets centralstyrelse 1948–1965, av styrelsen för Kammarteatern från 1964.